# Bò Nandi
Bò thần Nandi (tiếng Sanskrit: नन्दि, tiếng Tamil: நந்தி, tiếng Kannada: ನಂದಿ, tiếng Telugu: న౦ది) hay còn gọi là Nandin hoặc Nandil, còn có tên khác là Kapin hoặc Kapil, cũng còn gọi là Nendi trong tiếng Khmer, và người Chăm gọi còn gọi là Limoaw Kapil, là một con bò mộng giống đực, có màu lông trắng như tuyết và là vật cưỡi của thần Shiva, nó được cho rắng có khả năng truyền ý nghĩ cho thần Shiva. Con bò mộng Nandi được người ta cho rằng là hai mắt tròn bên cạnh đó, bò Nandin còn có con mắt thứ ba. Con mắt này gọi là thiên nhãn phát ra những phép thuật nhiệm mầu và là mối liên kết giữa con người và thần linh. Sự thần thánh hóa của bò bắt nguồn từ việc bò là vật cưỡi của thần Shiva. Bò thần Nandin là vật cưỡi của thần Shiva có nhiệm vụ đưa linh hồn người chết qua con sông và nhiệm vụ bảo vệ, giữ gìn và dẫn đường cho linh hồn người quá cố lên thiên đường hòa nhập với đại linh hồn vĩ đại của thế giới cực lạc.
Trong văn hóa của người Ấn Độ, bò là loài vật thiêng liêng, được tôn thờ như những vị thần, nhất là với cộng đồng những người theo đạo Hindu, bởi bò mộng Nandi vốn là con vật cưỡi của thần Shiva là đấng Hủy diệt, một trong ba vị thần tối cao Ấn Độ giáo. Do đó, người Ấn Độ kiêng ăn thịt bò, tuy nhiên sữa bò vẫn được sử dụng. Con bò được gọi là thánh Hindu bán thần, hay còn gọi được gọi là Nandi, theo đó, Nandi là một người cận thần của vị thần của Shiva. Ngôi đền Dodda Basavana Gudi được cho là ngôi đền lớn nhất thờ vị thần bò Nandi trên thế giới. Chính vì Bò Nandin là linh vật thần Shiva thường cưỡi, là "Mẹ của quá khứ và tương lai", cung cấp sữa nuôi sống con người và giúp trị bá bệnh. Bò đực chỉ liên quan ở chỗ con bò Nandi đã là phương tiện chuyên chở của thần Shiva. 

## Tổng quan

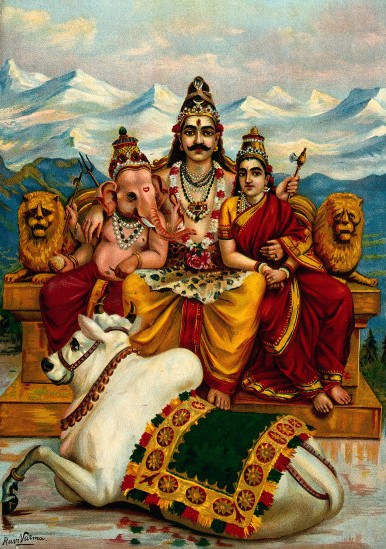
Bò Nandi và thần Siva

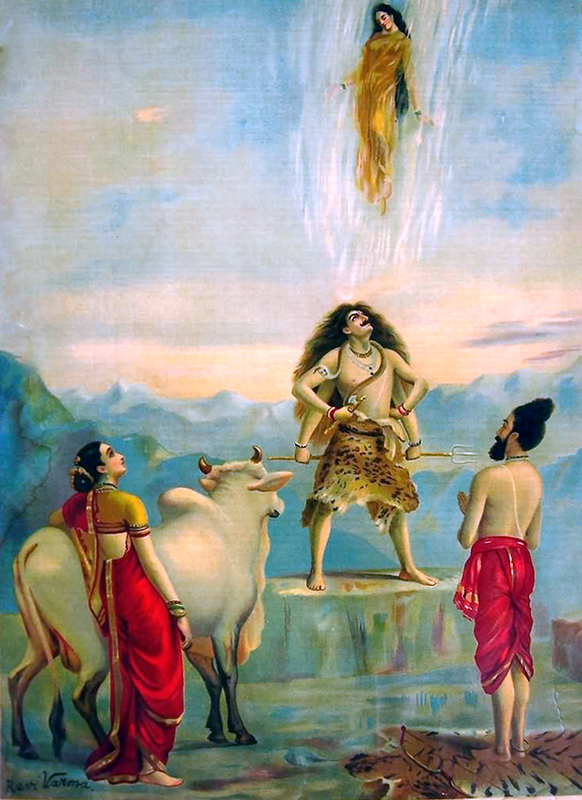
Bò Nandi trong họa phẩm thần thánh của Ấn Độ

Con bò đực Nandi được gắn với các ý nghĩa biểu trưng như: Màu trắng của con bò đực biểu trưng cho sự trong sạch và công bằng. Khi những người phụ nữ đến đền điện viếng tranh tượng bò thần Nandi đều dâng cúng hoa và chạm vào tượng đá bò thần: Họ cầu xin cho sự mắn đẻ. Có nhiều lời đồn rằng nếu các tín đồ thành tâm đối với chủ nhân thì mọi lời thỉnh cầu đều sẽ trở thành hiện thực. Ngoài ra, trong tôn giáo Vệ Đà, thần Indra được đồng hóa với bò đực. Nếu bò đực là biểu hiện của Indra thì nó cũng là biểu hiện của Shiva. Cũng như vị thần này, nó trắng ngần, quý phái. Cái bướu của nó gợi liên tưởng về ngọn núi phủ tuyết. Nó biểu thị năng lực tính dục, nhưng, cưỡi bò đực như Shiva làm, tức là chế ngự và chế biến năng lực ấy, sử dụng nó để luyện du già và tu luyện tinh thần. Nandi, con bò đực của Shiva tượng trưng cho công lý và sức mạnh. Nó biểu thị Dharma (Pháp), trật tự vũ trụ và nó không đo đếm được.
Con bò đực trong đạo Vệ Đà, Vrishabha, cũng là cơ sở của thế giới biểu hiện, từ trung tâm bất động, nó làm chuyển động bánh xe vũ trụ. Tương tự như thế, thần thoại Phật giáo đòi lại cho vị giáo chủ của mình vị trí của con bò đực trong kinh Vệ Đà. Việc gắn đức Phật với con bò cũng được nhắc đến trong một Phật thoại Khmer (Camuchia và miền Tây). Truyện kể giải thích nguồn gốc của năm vị Phật (Ngũ Phật), ba vị Phật quá khứ là Phật Câu Lưu Tôn (Krakucchanta), Phật Câu Na Hàm Mâu Ni (Kanakamuni), Phật Ca Diếp (Kasyapa) và Phật hiện tại Thích Ca Mâu Ni (Sakya Muni) và Phật tương lai là Phật Di Lặc (Maitreya) sẽ ra đời vào kiếp kế tiếp, nói chung, nhóm phật này đều liên quan đến bò.
Ở Ấn Độ và ở Indonesia có phong tục hỏa thiêu thi hài các bậc vương giả trong quan tài mang hình con bò đực. Hình tượng con bò Ka Pin trong tang lễ người Chăm Bà La Môn ở Việt Nam, có thể xuất phát từ chi tiết nắm đuôi bò bay lên trên trời mà người dân đã đồng nhất với người chết được lên cõi trời, tức siêu thoát cũng như nhà hiền triết Shilada và bò Nandi khi cầu khấn thần Shiva đã đến sống ở vương quốc của thần Shiva. Một nhánh của Ấn Độ Giáo, cụ thể là ở Nepal, vẫn duy trì tập tục cúng tế súc vật cho thần linh này, một lần lên đến vài ngàn con. Ở Ấn Độ và Nepal bò được xem là con vật linh thiêng. Nhưng ít người nhận ra ý nghĩa đích thực của con bò.
Theo giáo lý Phật giáo, con bò có khả năng biến ước mơ thành hiện thực với điều kiện bạn phải tử tế với nó và không được ăn thịt nó. Vì lý do này mà nhiều phật tử Trung Hoa không ăn thịt bò. Truyền thuyết Khmer kể rằng: Ngày xưa, cách nay lâu lắm rồi, có vợ chồng quạ đẻ được năm quả trứng. Một hôm, khi vợ chồng quạ đi kiếm mồi thì năm quả trứng bị mưa bão nước cuốn trôi, tứ tán và mỗi quả được một con vật nhặt được đem về ấp nở ra năm đứa trẻ về sau trở thành năm vị Phật. Quả trứng được con bò nhặt được nở ra Phật Thích Ca Mâu Ni. Bò đực được phổ biến coi như một con vật của mặt trăng, quan hệ với đêm. Cái sừng tuyệt mỹ của Shiva là vừng trăng lưỡi liềm. Hầu như ở khắp châu Á, bò đực gắn với sự chết.
Ở Ấn Độ, nếu đụng chết một con bò, sẽ bị kết tội giết người. Ở Katmandu, bò đi tự do trên phố. Đụng chết bò sẽ bị phạt tù về tội giết người. Ở trong ngôi tháp chính, có một ngôi tháp lớn, tương truyền trong đó có đặt một bức tượng bằng bảo thạch màu xanh rất linh thiêng. Đó là tượng thờ con bò thần, tương truyền là vật cưỡi của thần Shiva, vị thần hủy diệt trong Ấn Độ Giáo. Trong phong thủy, hình ảnh bò ước thường đặt trên một cái đế có nhiều đồng tiền. Con bò ước có thể cày bừa, chuyên chở, kéo xe và thậm chí cung cấp lương thực. Bò được xem là con vật linh thiêng vì nó cung cấp thức ăn và phương tiện lao động cho con người, thay vì ăn thịt bò thì sử dụng hình ảnh của nó để tăng cường vận may trong nhà. 

## Ấn Độ

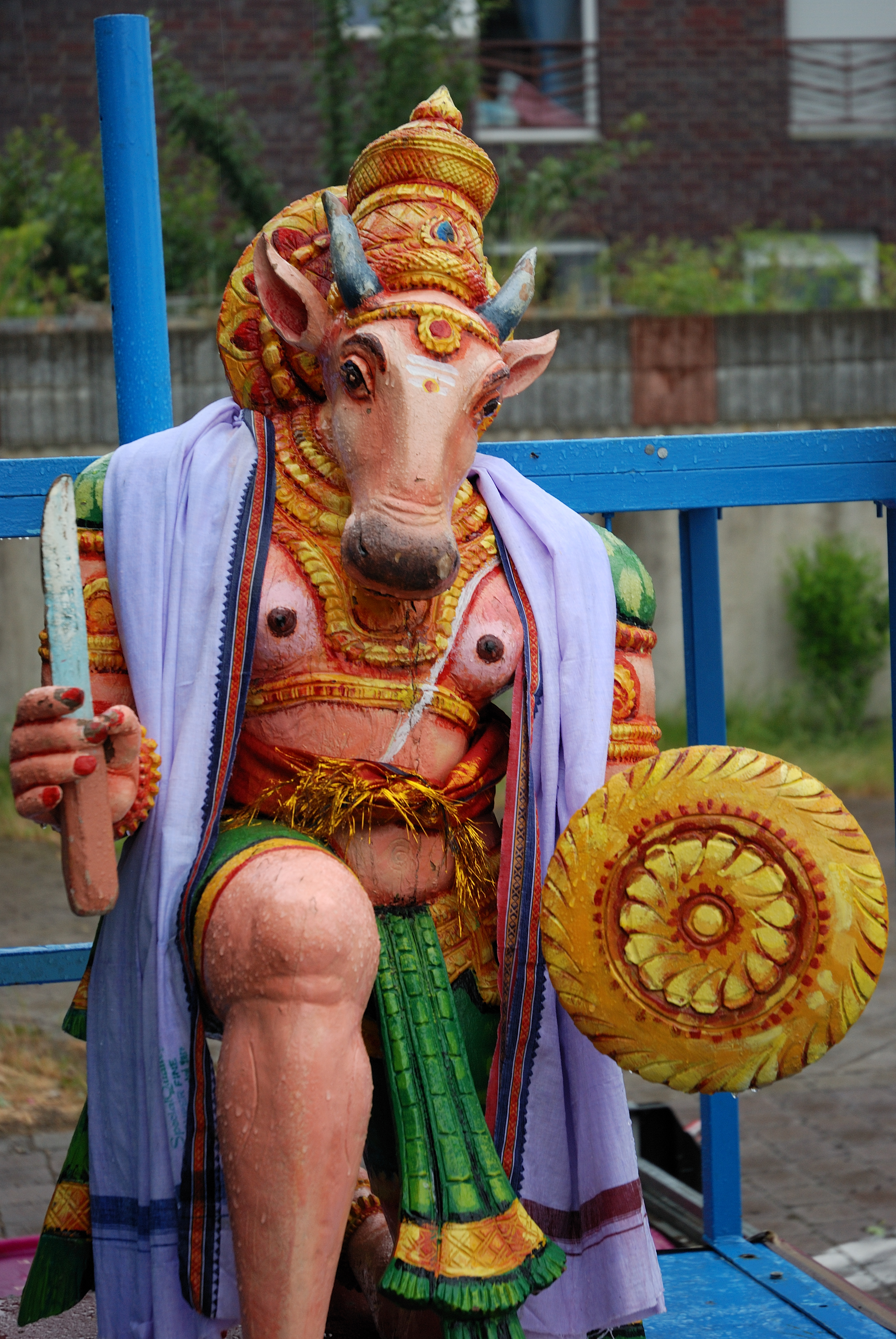
Thần bò trong dạng mình người đầu bò ở Ấn Độ

Nandi ngày nay phổ biến được biết đến là tên gọi con bò đực, vật cưỡi của thần Shiva và cũng là người giữ cửa cho Shiva-Parvati trong thần thoại Hindu. Nandi là người lãnh đạo quân sự của 18 minh chủ (18 siddhas) bao gồm Patanjali và Thirumular. Ở các điện thờ thần Shiva thường thể hiện hình ảnh con bò Nandi ngồi hướng về điện thờ chính. Ngoài ra, cũng có một số đền điện chỉ thờ riêng Nandi. Việc gắn tên Nandi cho con bò đực (tiếng Phạn: vrsabha) thực tế đã được hình thành trong các thế kỷ gần đây, như Gouriswar Bhattacharya về chủ đề này tựa đề Nandin và Vrsabha. 

### Di chỉ
Lối vào các điện thờ miền Bắc Ấn Độ tiền thế kỷ thứ 10 ở bên sườn và cánh thường là những hình ảnh của Mahakala và Nandi như là người gác cổng và theo các tranh minh họa trong bài thơ Kumarasambhava của Kalidasa cho thấy Nandi đóng vai trò như người bảo vệ cho thần Shiva. Ngoài ra, từ Nandi được cho là khởi phát từ ngôn ngữ Tamil xa xưa Pandi có nghĩa là con bò đực hay bắt nguồn từ Phạn ngữ mang nghĩa "của Shiva", "người hầu của Shiva" hoặc hạnh phúc. Trong Hindu giáo, những con bò đực thấy xuất hiện trên các con dấu ở vùng thung lũng Indus; trong số đó có "con dấu Pasupati", theo một vài học giả, nó tương tự như thần Shiva. Tuy nhiên, những con bò có sừng trên các con dấu tìm thấy ở thung lũng Indus chưa đồng nhất với Nandi.
Các mô tả khác về con bò Nandi trong các văn bản thần thoại Hindu bao gồm: Một vài chuyện cổ tích Ấn Độ/Purana miêu tả Nandi hay Nandikeshvara với thân người đầu bò tương tự như Shiva - diện mạo cân đối, có 4 tay, hai tay nắm Parasu (rìu) và Mruga (loài linh dương) và hai tay kia cùng thể hiện thủ ấn Anjali ("ấn hiệp chưởng", cử chỉ bày tỏ lòng tôn kính, thường gọi là "đảnh lễ"). Brahma Vaivarta Purana đề cập chính thần Krishna cũng có hình thức của một con bò đực khi không ai khác trong vũ trụ có thể đỡ được thần Shiva. Con bò đực Nandi là vật cưỡi chủ yếu của Shiva và là gana (môn đồ) quan trọng của Shiva. Người giữ cửa nơi ở của Shiva: Sự nối kết gần gũi thần Shiva và Nandi giải thích sự hiện diện tượng bò Nandi tại cổng các điện thờ thần Shiva. 

### Từ nguyên
Cũng có giải thích cho rằng từ nandi trong ngôn ngữ Kannada, Telugu và Tamil được sử dụng như phép ẩn dụ để chỉ người chặn và cản lối. Trong Phạn ngữ, con bò đực được gọi là vrisha (vṛṣabha), từ này mang ý nghĩa khác: chỉ tính ngay thẳng/đạo đức/sự công bằng hay pháp. Do đó, điều quan trọng trước hết phải cầu phúc lành từ Nandi trước khi đi đến thờ cúng vị chúa tể Shiva. Thủ lãnh của đội quân của thần Shiva: Một vài chuyện cổ tích Ấn Độ/Puranas đề cập Nandi là người dẫn dắt các ganas (môn đồ) và những người theo hầu thần Shiva.
Đạo sư của tôn giáo thờ thần Shiva ở Ấn Độ (Saivism): Nandi là vật cưỡi, môn đồ đầu tiên của Shiva. Trong truyền thống Natha/Siddhar, Nandi là một trong những đạo sư chính. Nandi là đạo sư cho Siddhar, Thirumulanathar, Patanjalinathar. Trong quan niệm du già, Nandi/Nandhi/Nandikeshvara là tâm trí dành cho Shiva, sự tuyệt đối. Trong các từ ngữ khác, Nandi trong vai trò đạo sư: nắm được/hiểu và hấp thụ ánh sáng, "kinh nghiệm và sự từng trải". - Nandi biểu thị cá nhân jiva (linh hồn) và gửi đến thông điệp rằng jiva luôn tập trung trên Atman (Paramatman) Theo một số chuyện cổ tích Ấn Độ/puranas, Nandi được sinh ra từ bên phải của thần Shiva và Nandi được ban làm con trai nhà hiền triết Salankayana. 

### Câu chuyện

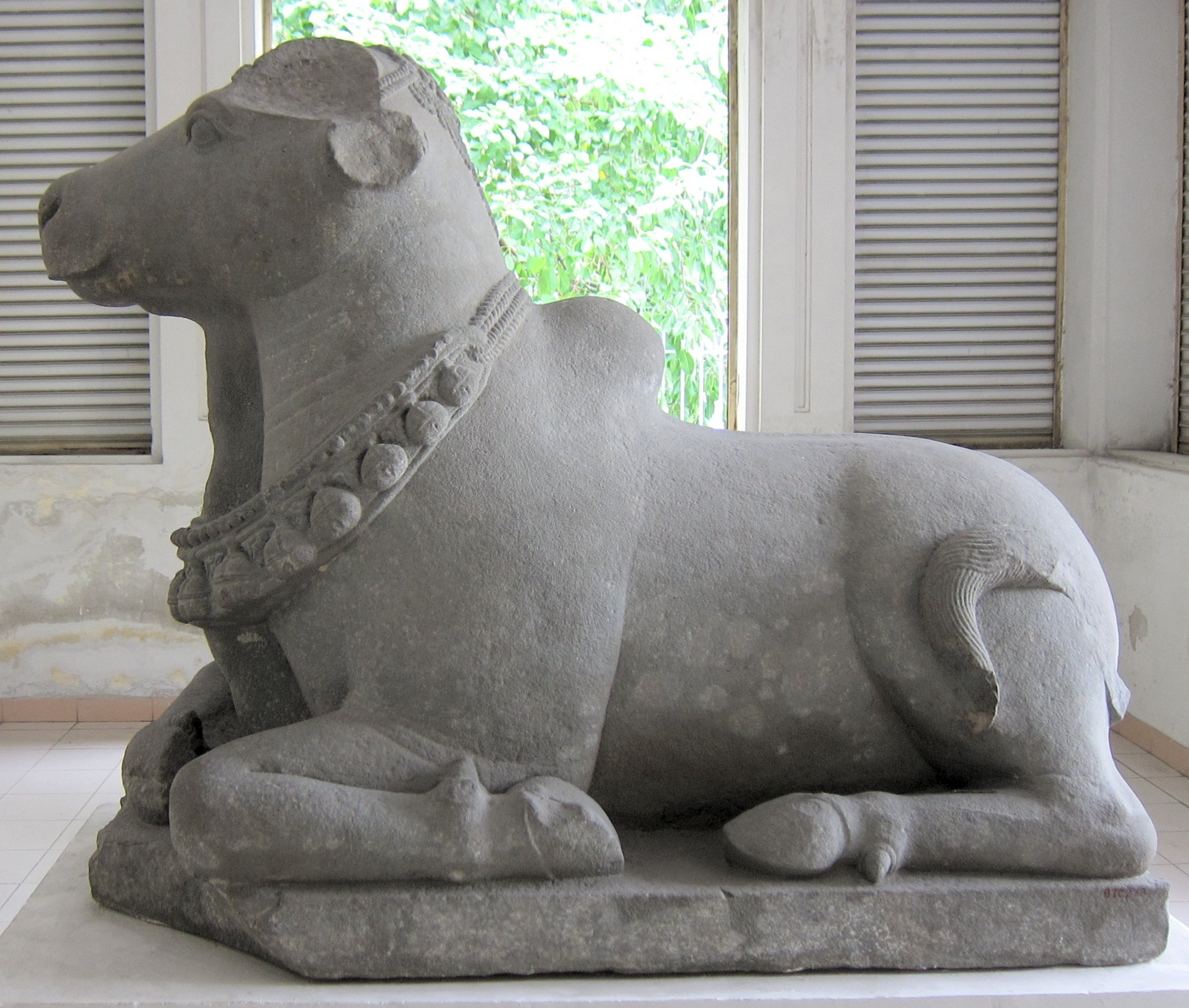
Tượng con bò thần thánh Nandi thế kỷ 7-8 của người Champa

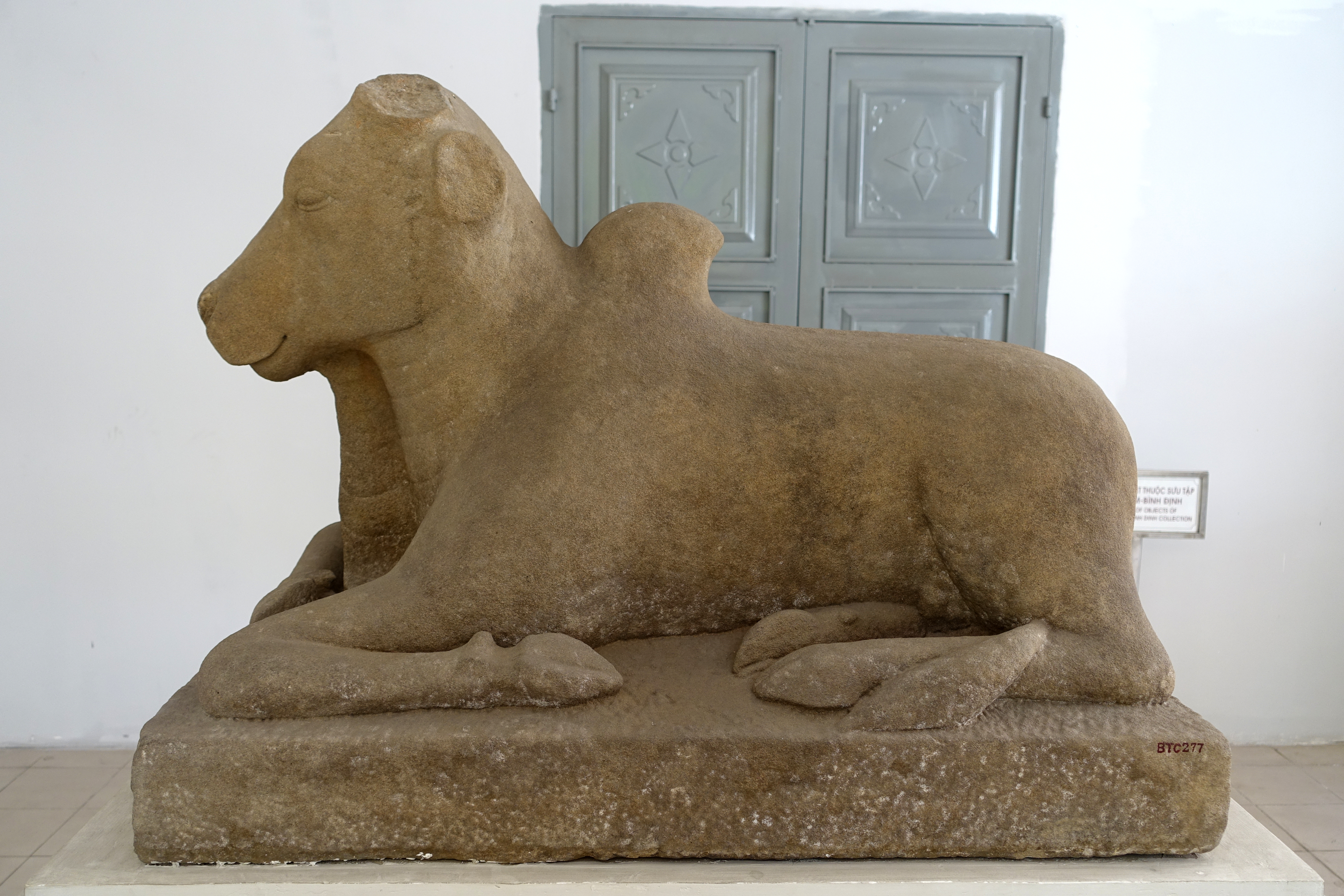
Tượng bò thần Nandi thế kỷ thứ 7-8 tại Phong Lệ, Quảng Nam

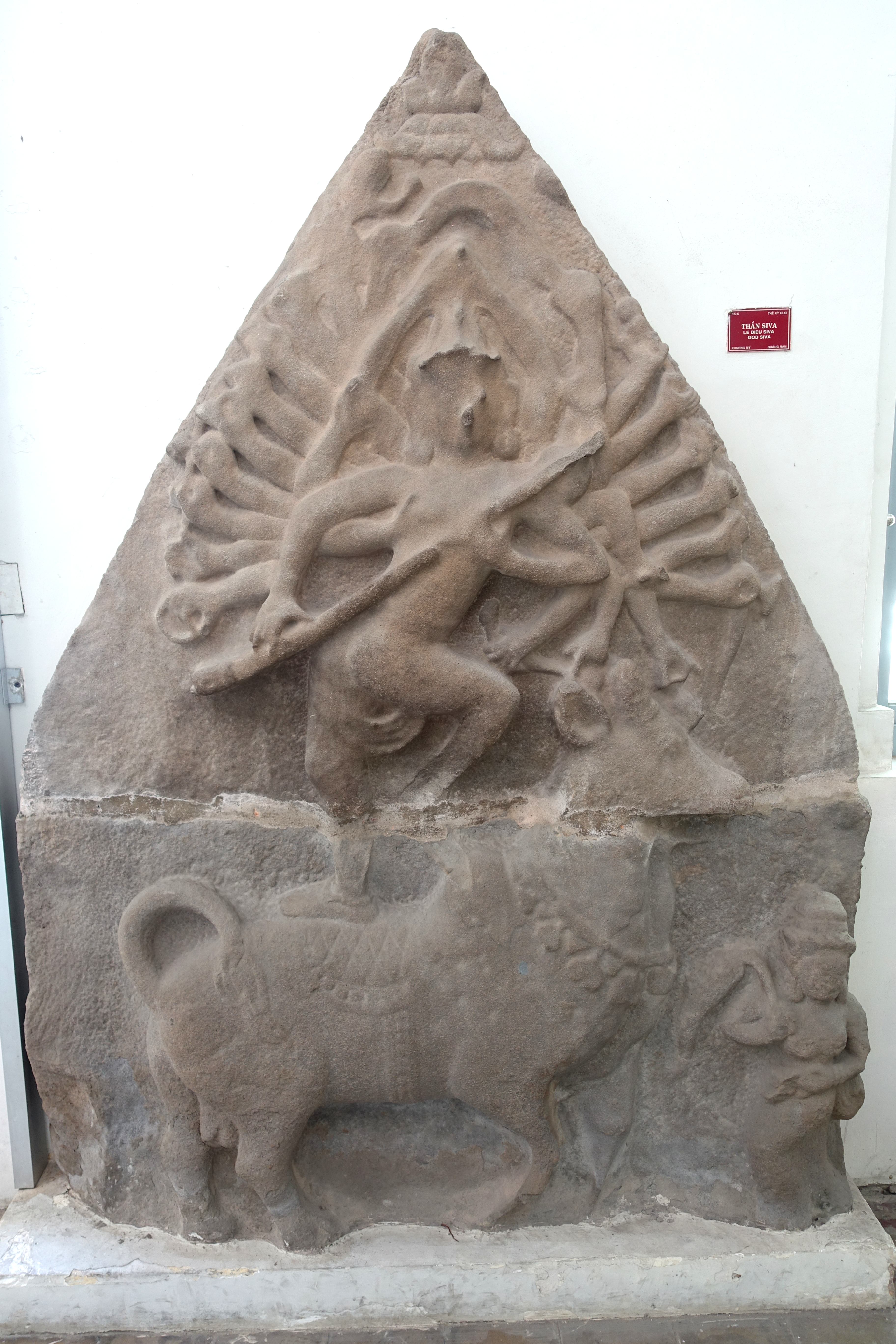
Tượng thần Shiva đang cưỡi Nandi thế kỷ 11-12 tại Khương Mỹ, Quảng Nam

Một vài chuyện cổ tích Ấn Độ (puranas) đề cập Nandi như là con trai của nhà hiền triết Shilada, người có được Nandi bởi ơn huệ của thần Shiva. Câu chuyện được kể rằng: Nhà hiền triết Shilada đã thực hành sám hối triệt để nhằm cầu xin một ân huệ đó là thần linh sẽ ban cho ông một đứa con bất tử. Thần Indra đã hiện ra, nhưng sau khi nghe lời thỉnh cầu, thần đã bảo ông hãy cầu xin Shiva: bởi không ai khác ngoài Bò thần Nandi thần Shiva mới có thể ban cho ông một ân huệ như vậy. Nhà hiền triết tiếp tục sám hối đến 1.000 năm sau đó.
Ông ngồi yên bất di bất dịch trong nhiều năm, vì vậy những con mối đã đến định cư và làm tổ trên thân thể ông. Và rồi chúng bao trùm toàn bộ thân thể nhà hiền triết và sâu bọ bắt đầu ăn vào thịt và máu ông. Cuối cùng, chỉ duy nhất những chiếc xương còn sót lại. Lúc bấy giờ, thần Shiva mới xuất hiện và ban cho ông ân huệ. Tuy nhiên, ngài đề nghị nhà hiền triết, lúc bấy giờ đã già cỗi và thứ còn lại duy nhất là xúc giác. Nhà hiền triết phải cử hành lễ hiến tế và một đứa trẻ sẽ hiện ra từ cuộc hiến tế lửa. Thân thể đứa bé sẽ được bảo bọc bởi chiếc áo giáp làm bằng kim cương. Các vũ công và ca sĩ cõi trời cùng biểu diễn để ăn mừng sự kiện cát tường này và rải hoa chúc phúc cho đứa bé.
Đứa bé trai được đặt tên "Nandi" người mang lại niềm vui sướng, hân hoan. Shilada mang đứa bé về nhà. Tức thì đứa bé mất đi những biểu hiện thần thánh trở thành một đứa trẻ bình thường. Đứa trẻ hoàn toàn quên đi sự ra đời của mình. Nhà hiền triết rất lo lắng về sự biến đổi bất thình lình này. Ông dành hết thời gian của mình để dạy dỗ Nandi, khi lên bảy, đứa trẻ đã thông thuộc kinh văn Veda và mọi văn bản thiêng liêng khác. Sau đó, khi Mitra và Varuna đến thăm nhà hiền triết. Lần đầu nhìn đứa trẻ, họ đã đưa ra lời phán rằng mặc dù đứa bé có tất cả các dấu hiệu cát tường, nhưng nó có cuộc sống rất ngắn ngủi. Nó không thể sống sót đến khi lên tám tuổi. Nhà hiền triết đã bị mất thể diện vì những lời bình phẩm này.
Không đau khổ, buồn phiền như người cha, Nandi bắt đầu cầu nguyện thần Shiva. Thần đã hiện ra và ban phúc cho Nandi. Thần công khai ban phúc lành rằng Nandi sẽ được thờ cúng cùng với thần và trở thành vật cưỡi của thần. Ngay lập tức, Nandi có tất cả mọi quyền năng thiêng liêng và biến thành nửa người nửa bò. Nandi và nhà hiền triết Shilada cùng đến sống nơi vương quốc của thần Shiva. Bên cạnh đó, có một câu chuyện thần thoại kể rằng Shiva và Parvathi đã chơi một trò chơi may rủi. Do không phân xử được người thắng kẻ thua nên Shiva và Parvathi quyết định để Nandi (con bò thần) trở thành trọng tài. Vì thiên vị nên mặc dù Shiva thua nhưng Nandi lại tuyên bố thần thắng cuộc. Phẫn nộ vì sự thiên vị vô lý của Nandi nữ thần Parvathi đã buông lời nguyền rủa con bò Nandi sẽ chết dần chết mòn bởi căn bệnh nan y không thể chữa khỏi.
Quá sợ hãi, Nandi phủ phục dưới chân nữ thần cầu xin sự tha thứ. "Mẹ tha thứ cho con. Con phải thể hiện sự biết ơn đến chủ nhân của mình. Chẳng lẽ con lại làm bẽ mặt chủ nhân khi tuyên bố người thua cuộc. Để giữ sự kính trọng không hồ nghi là hoàn toàn nói dối. Con phải chịu sự trừng phạt quá khắc nghiệt cho lỗi lầm nhỏ bé của mình sao?". Nandi đã cầu xin sự tha thứ. Nghe những lời khẩn thiết như vậy nên Parvathi đã sẵn lòng tha thứ cho Nandi và chỉ cho bò Nandi cách chuộc lỗi. Nữ thần bảo: "Ngày Chaturdasi vào tháng Bhadrapada lễ sinh nhật con trai ta được cử hành. Vào ngày này ngươi hãy dâng tặng cho con trai ta thứ mà ngươi yêu thích nhất (đó là những ngọn cỏ non)". Nandi đã thực hiện theo chỉ dẫn của nữ thần và lời nguyền rủa trở nên vô hiệu. Và khi quỷ (asura) và thần (deva) cùng nhau khuấy biển sữa để tìm kiếm thuốc trường sinh.
Rất nhiều thảo dược và ngọc quý hiện ra và một trong số chúng là thuốc độc (halahala). Thuốc độc quá nguy hiểm khiến quỷ thần không một ai dám đến gần vì nếu tiếp cận nó cả quỷ thần đều sẽ bị kéo vào kiếp người, chịu sự đau khổ với cái tôi bản ngã. Thần Shiva cùng bò Nandi của mình đã tiến đến gần bên. Thần cầm thuốc độc trên tay và uống lấy chúng. Thuốc độc từ từ chảy xuống và dừng lại ở cổ họng của thần. Do đó, thần Shiva được biết đến như Nilakantha (cổ xanh) và Visakantha (cổ thuốc độc). Thấy vài giọt thuốc độc rơi ra từ miệng Shiva, Nandi ngay lập tức liếm chúng khi rơi xuống đất. Quỷ thần nhìn thấy đều sửng sốt và tự hỏi điều gì sẽ xảy ra với Nandi. Thần Shiva trấn tĩnh đám đông và nói rằng "Nandi đã hoàn toàn quy phục ta vì vậy nó có toàn bộ mọi quyền năng và sự bảo vệ của ta".

## Văn hóa Chăm

### Quan niệm

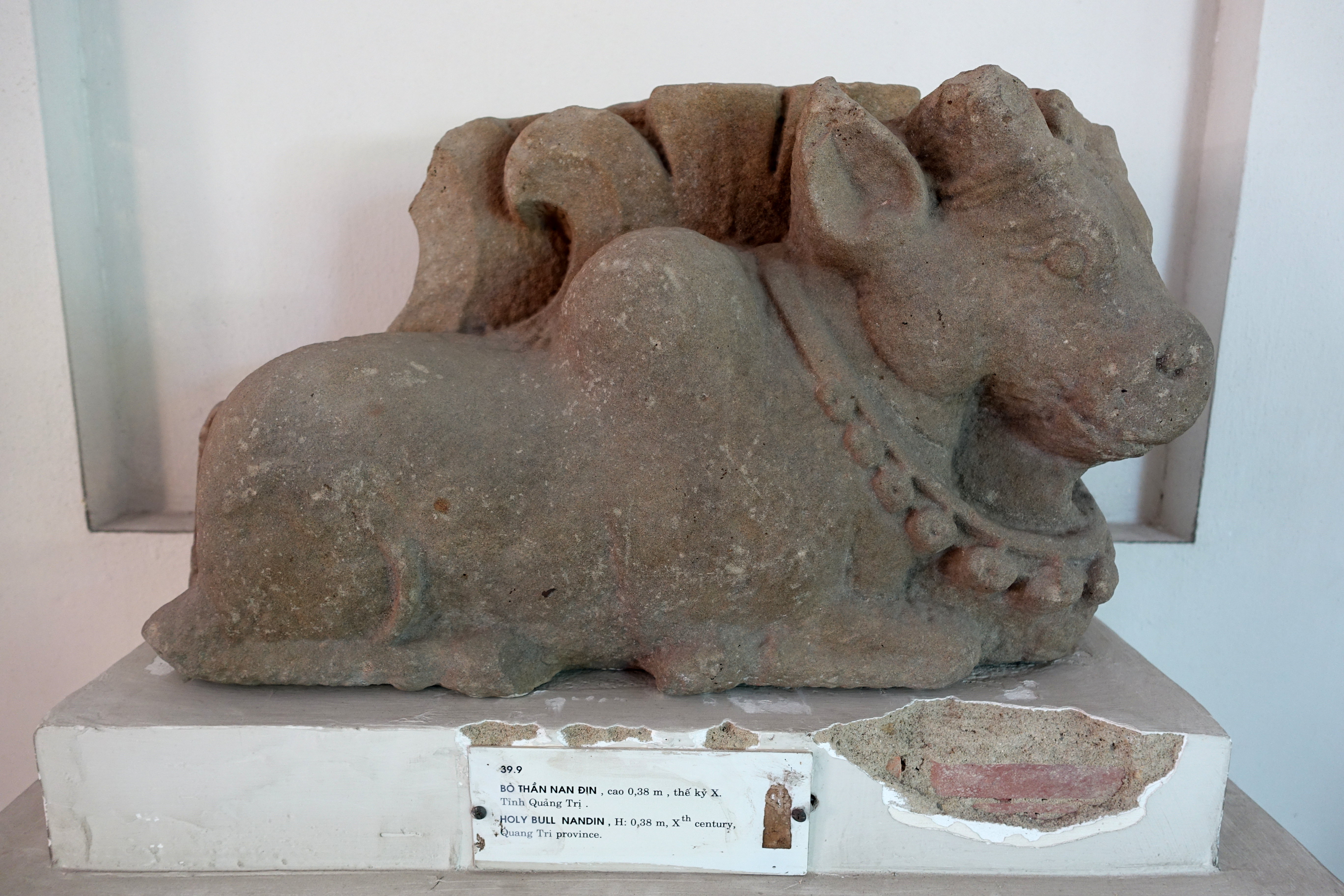
Tượng bò thần Nandi thế kỷ thứ 10 tại Quảng Trị

Đối với người Chăm thì Nandin biến thành bò thần Kapin và trở thành nhân vật trong truyện cổ dân gian Chăm theo đó con bò này được thờ như là một vị thần có nhiều quyền năng, họ thần tượng con bò đực Nandin. Bò Nandin có vai trò rất quan trọng không những trong kiến trúc, điêu khắc mà còn trong đời sống tâm linh tín ngưỡng tôn giáo của người Chăm mà ở bất kì địa vị nào trong xã hội, quý tộc, tu sĩ, thường dân. Tầng lớp Sudra (nô lệ) khi chết đều hỏa táng đều có hình tượng bò Nandin trong dàn hỏa táng và nó đã đi vào đời thường của từng con người Champa xưa cũng như người Chăm hiện nay
Trong đám tang của người Chăm Bà La Môn, bò Nandin thường được làm biểu tượng "Heng" mà Chăm gọi là Limoaw Kapil. Limoaw Kapil là một trong những biểu tượng được vẽ đầu tiên và dán trên nhà hỏa táng và đòn khiêng. Bò Nandin là con bò đực, có màu lông trắng như tuyết. Người Chăm quan niệm bò Nandin sẽ giữ gìn và bảo vệ linh hồn người chết thoát khỏi sự cám dỗ của ma quỷ giúp người chết đi đúng đường của đạo, con đường của cực lạc và chính bò Nandin là con vật chở linh hồn người chết được tái sinh. Bò này là vật cưỡi của thần Shiva và cũng có nhiệm vụ đưa linh hồn người chết qua con sông và nhiệm vụ bảo vệ, giữ gìn và dẫn đường cho linh hồn người quá cố lên thiên đường hòa nhập với đại linh hồn vĩ đại của thế giới cực lạc. 

### Điêu khắc
Trong nghệ thuật điêu khắc Chăm, bò thần Nandi hiện diện phổ biến với tư cách độc lập thường gặp tại thánh địa Mỹ Sơn, cùng các tháp Pô Klong Garai, Pô Rômê, Khương Mỹ. Tượng Nandi thật lớn an vị ở phòng trước của các đền tháp. Tại Phong Lệ và Trà Kiệu cũng tìm thấy nhiều tượng Nandi trên đồi Bửu Châu, Trà Kiệu ở tư thế ngồi chồm hổm, có vòng đeo cổ, có chuông nhạc, trên đầu nhiều trang trí. Bò Nandi được người Chăm điêu khắc thành hai dạng chính là tượng đá và phù điêu. Phù điêu chủ yếu được gắn trên tầng mái Kalan (tháp thờ) còn tượng đá được đặt trong Mandapa (chính điện).
Bò Nandin được tạc tượng bằng đá và nghệ nhân làm bằng chất liệu đá. Với tư thế hai chân trước và hai chân sau quỳ phục, đây là tư thế phổ biến ở điêu khắc bò thần Champa. Ngoài ra thân bò có cục bướu tròn tạo cho con bò rất uy nghi, đặc biệt là có 3 mắt. Bò này được thể hiện rất nhiều ở các công trình kiến trúc và nhất là ở điêu khắc với ý nghĩa là Bảo vệ và thường đặt ở lối vào ngay ở trước cửa tháp Champa cổ. So sánh với bò thần Nandin Khơme có những nét thô đầu to và sừng vuốt cong, không có trang trí hoa văn. Nhưng nhìn chung, có phong cách gần gũi với bò Nandin Chămpa.
Bò Nandin được phát hiện ở Chánh Lô, tỉnh Quảng Ngãi. Bò thần Nandin mà người Chăm gọi là Limoaw được nghệ nhân làm bằng chất liệu đá có kích thước cao 48 cm, ngang 60 cm thế kỷ XI. Với tư thế hai chân trước và hai chân sau quỳ phục, đây là tư thế phổ biến ở điêu khắc bò thần Champa. Ngoài ra thân bò có cục bướu tròn tạo cho con bò rất uy nghi, đặc biệt là có 3 mắt. Theo quan niệm của người Chăm mắt thứ 3 là mắt hủy diệt và tái tạo. Bò thần Nandin là vật cưỡi của thần Shiva, là một biểu tượng thân thiết của người Champa xưa và người Chăm hiện nay, được thể hiện rất nhiều ở các công trình kiến trúc và nhất là ở điêu khắc với ý nghĩa là "Bảo vệ" và thường đặt ở lối vào ngay ở trước cửa tháp Champa cổ.
Nếu so sánh với bò thần Nandin khơme để tìm những nét tương đồng và dị biệt sẽ thấy những nét thô đầu to và sừng vuốt cong, không có trang trí hoa văn. Nhưng nhìn chung, có phong cách gần gũi với bò Nandin Chămpa. Với ý nghĩa trên Limoaw Kapil là một trong những biểu tượng được vẽ đầu tiên và dán trên nhà hỏa táng và đòn khiêng vì họ quan niệm bò Nandin sẽ giữ gìn và bảo vệ linh hồn người chết thoát khỏi sự cám dỗ của ma quỷ "giúp người chết đi đúng đường của đạo, con đường của cực lạc và chính bò Nandin là con vật chở linh hồn người chết được tái sinh".

### Câu chuyện

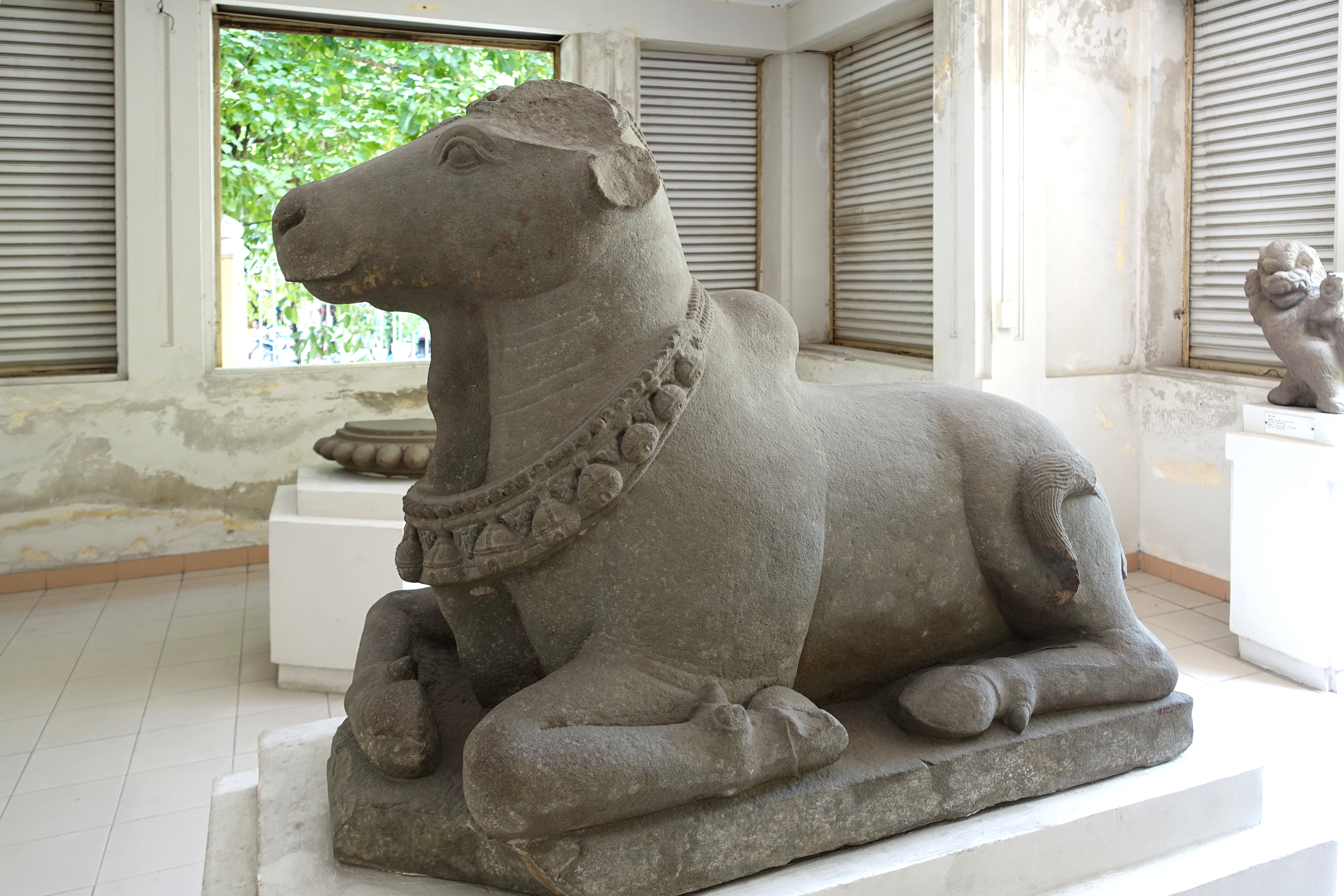
Tượng bò thần Nandi tại Trà Kiệu

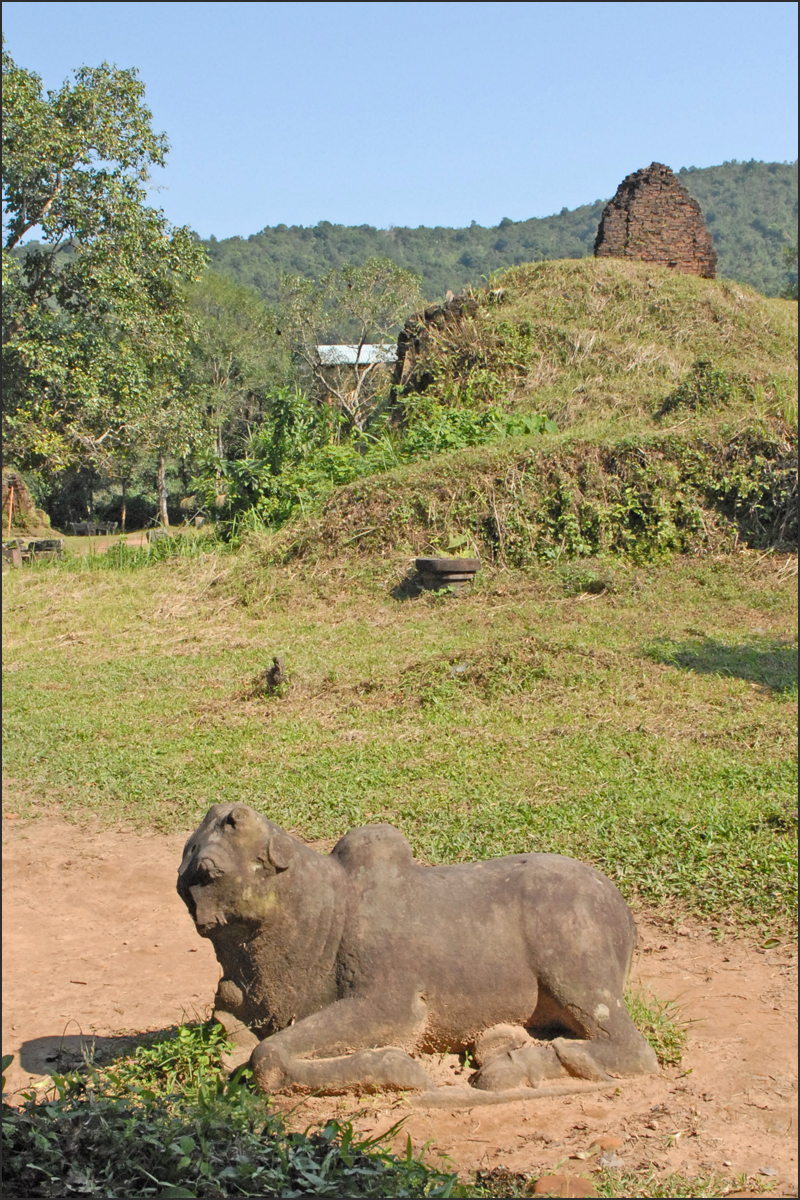
Tượng bò thần Nandi tại Thánh địa Mỹ Sơn

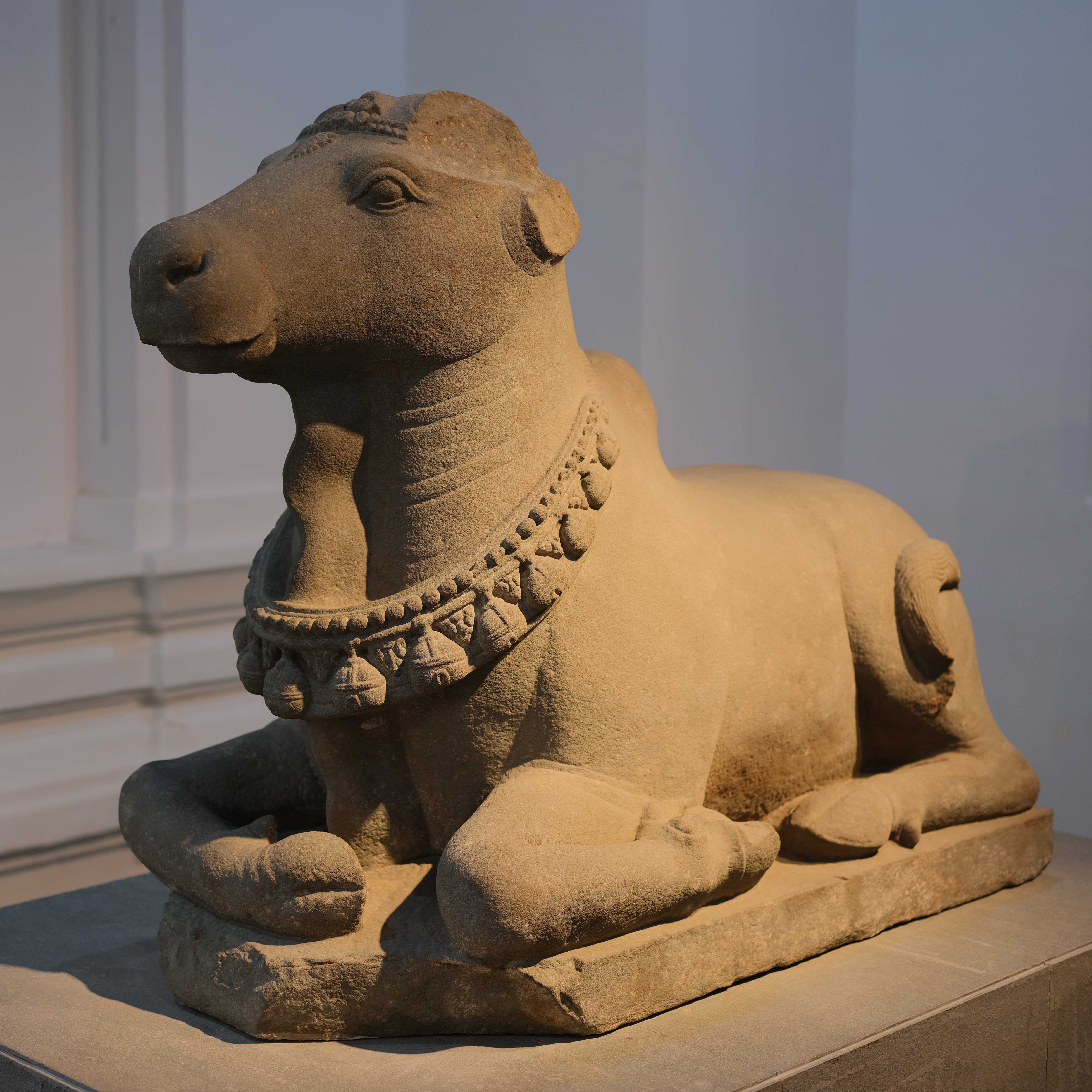
Tượng bò Nandi của người Chăm

Trong truyền thuyết của người Chăm, Bò thần Nandi Hindu đã biến thành bò thần Ka Pin. Câu chuyện được kể như sau: Lúc trước có một đôi vợ chồng nghèo nhưng yêu thương nhau mà mãi vẫn chưa sinh được đứa con nào. Một ngày khi đang phát rẫy, vợ khát nước, bè đi kiếm nước uống nhưng đâu ngờ hai bụm nước nhỏ đã được đấng sáng tạo Pô A Lóa ban phép. Đến gần ngày sinh đẻ, bà vợ ở nhà ra giếng lấy nước gần bên có một cây xoài, bà trèo lên hái được mấy quả thì bị chóng mặt. Ngay tại gốc xoài, bà sinh đôi ra một con bò cùng với bé trai. Bà đã chết vì mất sức. Người chồng lấy củi trên rừng về thấy vậy đem vợ về chôn cất và nuôi hai đứa nhỏ. Một thời gian sau người chồng lấy vợ khác.
Đứa bé tên Kroong và con bò tên Ka Pin biết nói hằng ngày phải đi chăn trâu. Mỗi lần đi chăn trâu, Ka Pin chở Kroong trên lưng đến bãi cỏ. Trâu thương anh em Ka Pin nên hứa chỉ ăn cỏ trên núi. Một ngày kia khi lùa trâu ra bãi chăn thì nghe mé núi bên kia có tiếng trống kèn vọng lại. Thấy Kroong muốn đi xem, Ka Pin dặn trâu ở lại bãi chăn, cho Kroong cưỡi lên lưng và rống một tiếng lớn làm rừng cây rẽ làm hai, thành một đường thẳng chạy sang mé núi bên kia. Tới nơi, Ka Pin đứng ngoài còn Kroong lẻn ngay vào xem đám. Khi thấy đứa bé rách rưới, chủ đám tốt bụng thay cho em một bộ đồ mới và cho ăn uống no nê. Khi về nhà mụ dì ghẻ nghi ngờ nên đánh đập và lột hết áo quần.
Hôm sau bà dì ghẻ này theo dõi hai anh em đi chăn và chứng kiến bò Ka Pin có phép thuật nên lo sợ và tìm cách giết đi. Mụ giả bệnh, ốm nặng. Người chồng lo sợ đi xem bói thì phán rằng muốn khỏi bệnh phải cúng cho thần linh một con bò nuôi trong nhà (tức bò Ka Pin). Biết đây là mưu độc của dì ghẻ nhưng thương cha và em nên Ka Pin đồng ý nhưng với một vài điều kiện. Ngày hành lễ tới, người ta dắt Ka Pin ra cột dưới gốc xoài. Theo lời anh dặn, Kroong cũng chạy quanh ba vòng rồi bất ngờ lao vào nắm đuôi Ka Pin nhảy phốc lên lưng. Vậy thì Ka Pin rùng mình bay bổng lên trời, mang theo cả Kroong và cây xoài. Ka Pin bay mãi cho tới khi thấm mệt mới hạ xuống cạnh một giếng nước trong mát.
Sự kiện này lọt đến tai nhà vua. Nhà vua bèn sai quân lính tới bắt. Buộc Kroong phải đưa Ka Pin tới đấu với bò của nhà vua. Ka Pin dặn em không được than thở dù cho Ka Pin có thế nào khi thi đấu. Ka Pin giết được rất nhiều bò của nhà vua. Đến con thứ ba mươi bảy, thấy Ka Pin thương tích đầy mình, Kroong buộc miệng than thở. Liền sau đó Ka Pin gục ngã. Trước khi chết Ka Pin dặn em giữ da mình làm chiếu nằm, còn xương thịt thì bỏ xuống biển. Vua lại ra yêu cầu bắt Kroong phải bứng cây xoài về trồng trước cửa dinh của mình. Người em lo sợ trở về gốc xoài khóc than rồi mệt quá ngủ thiếp đi. Ka Pin hiện ra bảo em cứ ghé vai vào gốc xoài mà vác tới dinh vua, đã có anh giúp sức. Phút chốc cây xoài được đưa đến dinh vua và cắm rễ xuống đất rất vững chắc.
Nhà vua độc ác lại một lần nữa bắt người em làm cây cầu dài bắc qua biển rồi chính hắn cùng các quan quân của mình bị nhấn chìm dưới đáy biển sâu, tan biến theo cây cầu. Vài năm sau, người em được dân chúng tôn lên làm vua. Kroong đã tổ chức làm đám cho mẹ rất linh đình. Ở đây, đòn khiêng được làm bằng gỗ xoài tượng trưng cho người mẹ của chàng. Đi sau đòn khiêng là hình bò Ka Pin. Căn cứ vào sự tích trên đây, đồng bào Chăm theo đạo Bà La Môn có tục cấm giết bò và ăn thịt bò; còn mỗi khi dựng tháp lại phải dựng tượng bò để thờ.
Một truyền thuyết Preah Kô-Preah Keo của người Khmer tại Việt Nam, là một dị bản của truyện bò Ka Pin. Truyện kể rằng ó cặp vợ chồng nông dân sống ở Longvek. Khi mang thai, người vợ chẳng may té cây chết nhưng kỳ diệu lại sinh đôi ra một con bò thần Preah Kô và đứa con trai Preah Keo. Người dân trong làng cho rằng đây là một điềm xấu, vì vậy cả gia đình người nông dân bị xua đuổi vào rừng sinh sống. Một ngày, khi Preah Keo xin thức ăn từ những đứa trẻ khác nhưng bị từ chối và trêu chọc. Vì vậy Preah Kô đã nhả ra vô số thức ăn bày trên những chiếc đĩa vàng. Và khi Preah Keo đánh chén xong, Preah Kô lại nuốt chúng vào bụng. Biết được chuyện, dân làng quyết định mổ bụng để chiếm lấy những đồ dùng bằng vàng đó. Preah Kô bảo Preah Keo nắm lấy đuôi mình và bay lên trời.
Với khả năng biến hình của mình, Preah Kô đã biến thành gà trống và voi giúp vua Campuchia chiến thắng vua Thái Lan trong các cuộc thi đấu. Sau khi bị thua mấy trận, vua Thái sử dụng một con voi máy để thách đấu với Preah Kô. Biết không thể chiến thắng, Preah Kô biến hình thành nguyên dạng và bảo người thân nắm chặt đuôi bay đi mất. Họ trốn vào rừng tre dày đặc bao quanh Longvek. Song sau nhiều lần tấn công, quân Xiêm không sao vượt qua được rừng tre gai này. Vua Xiêm nghĩ ra một phương án bắn tên, đạn bằng bạc vào rừng tre.
Người dân hám bạc đã hè nhau dọn sạch tre gai để nhặt của. Thế là thành Longvek không còn rừng tre bảo bọc và hệ quả là quân Xiêm đánh chiếm bắt Preah Kô đem về nhốt trong cung điện có bảy lớp tường cùng nhiều quân lính canh gác cho đến ngày nay. Câu chuyện Bò thần Ka Pin của người Chăm kể trên phần nào tương tự truyền thuyết Campuchia về Preah Kô-Preah Keo ở tình tiết nắm đuôi bò bay lên trời. Các con bò ở đây đều là những con bò thần có nhiều quyền năng phép thuật, song nguồn gốc việc thờ bò Nandi có lẽ bắt nguồn từ tín lý khác.